# تروند بيورنسن
تروند بيورنسن (بالنرويجية البوكمول: Trond Bjørnsen)‏ هو لاعب كرة قدم نرويجي في مركز الوسط، ولد في 24 أغسطس 1975 في ستافانغر في النرويج. لعب مع نادي فيكينغ ونادي ليلستروم.